# Welik Kapsyzow
Welik Nikołow Kapsyzow (bułg. Велик Николов Капсъзов, ur. 15 kwietnia 1935, zm. 27 marca 2017 w Sofii) – bułgarski gimnastyk. Brązowy medalista olimpijski z Rzymu.
Zawody w 1960 były jego drugimi igrzyskami olimpijskimi, debiutował w 1956 i brał również udział w IO 64. W stolicy Włoch zajął trzecie miejsce w ćwiczeniach na kółkach, ex aequo z Japończykiem Takashi Ono. Był to pierwszy medal olimpijski zdobyty dla Bułgarii w gimnastyce.
Zdobył brązowy medal w wieloboju indywidualnym na uniwersjadzie w 1961 w Sofii.